# Lukas Kohler
Lukas Kohler (* 24. Mai 1987 in Saarbrücken) ist ein deutscher Fußballspieler. 

## Karriere
Ab 2002 spielte Lukas Kohler beim 1. FC Saarbrücken. Zunächst durchlief der aus St. Ingbert zum FCS gewechselte Defensivspieler die Jugendmannschaften und kam am 22. Oktober 2005 zu seinem ersten Einsatz in der Oberliga Südwest für die zweite  Saarbrücker Mannschaft. Zum ersten Mal für die erste Mannschaft lief er am 1. Dezember 2007 auf – ebenfalls in der Oberliga, in die der FCS abgestiegen war. 2009 konnte Kohler, inzwischen Stammspieler bei der ersten Mannschaft, den Aufstieg in die Regionalliga feiern. Es folgte der Durchmarsch in die 3. Liga. Im Februar 2011 verlängerte er seinen Vertrag bis 2012. Im Sommer 2013 wechselte er innerhalb der 3. Liga zum 1. FC Heidenheim, kam dort jedoch nur in der Oberligamannschaft zum Einsatz. In der Winterpause Saison 2013/14 wurde er an den 1. FC Saarbrücken verliehen. Dort wurde er am 25. Februar in die U-23 versetzt, da der Vorstand der Saarbrücker den Kader verkleinern wollte. Zur Saison 2014/15 wechselte er dann zur SV Elversberg. Seit der Saison 2021/22 läuft Lukas Kohler für den saarländischen Verbandsligisten DJK Ballweiler-Wecklingen auf.

### Statistik
| Liga         | Spiele (Tore) |
| ------------ | ------------- |
| 3. Liga      | 089 0(8)      |
| Regionalliga | 200 (13)      |
| Oberliga     | 086 0(6)      |
| Wettbewerb   |               |
| DFB-Pokal    | 005 0(0)      |

Stand: 23. Dezember 2020

## Erfolge
- Saarlandpokalsieger: 2011, 2012, 2013, 2015, 2018, 2020, 2021